# Internierungslager Ruhleben

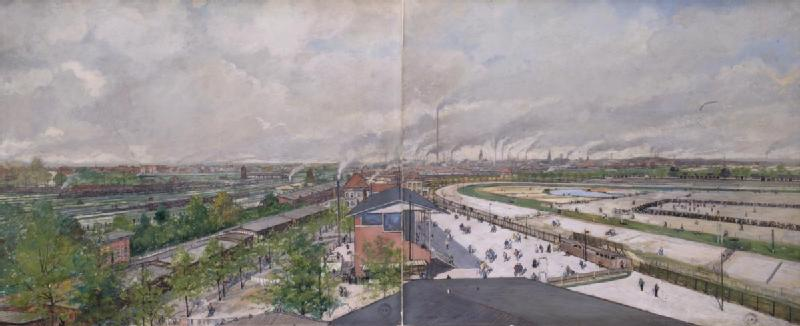
Panoramasicht auf das Internierungslager Ruhleben – Nico Jungmann, Lagerinsasse

Das Internierungslager Ruhleben war ein deutsches Internierungslager im Ersten Weltkrieg. Es befand sich in Ruhleben, einem ehemaligen Vorwerk, auf dem Gelände der 1908 errichteten Trabrennbahn im Bezirk Spandau in Berlin, unweit der Spree.

## Geschichte

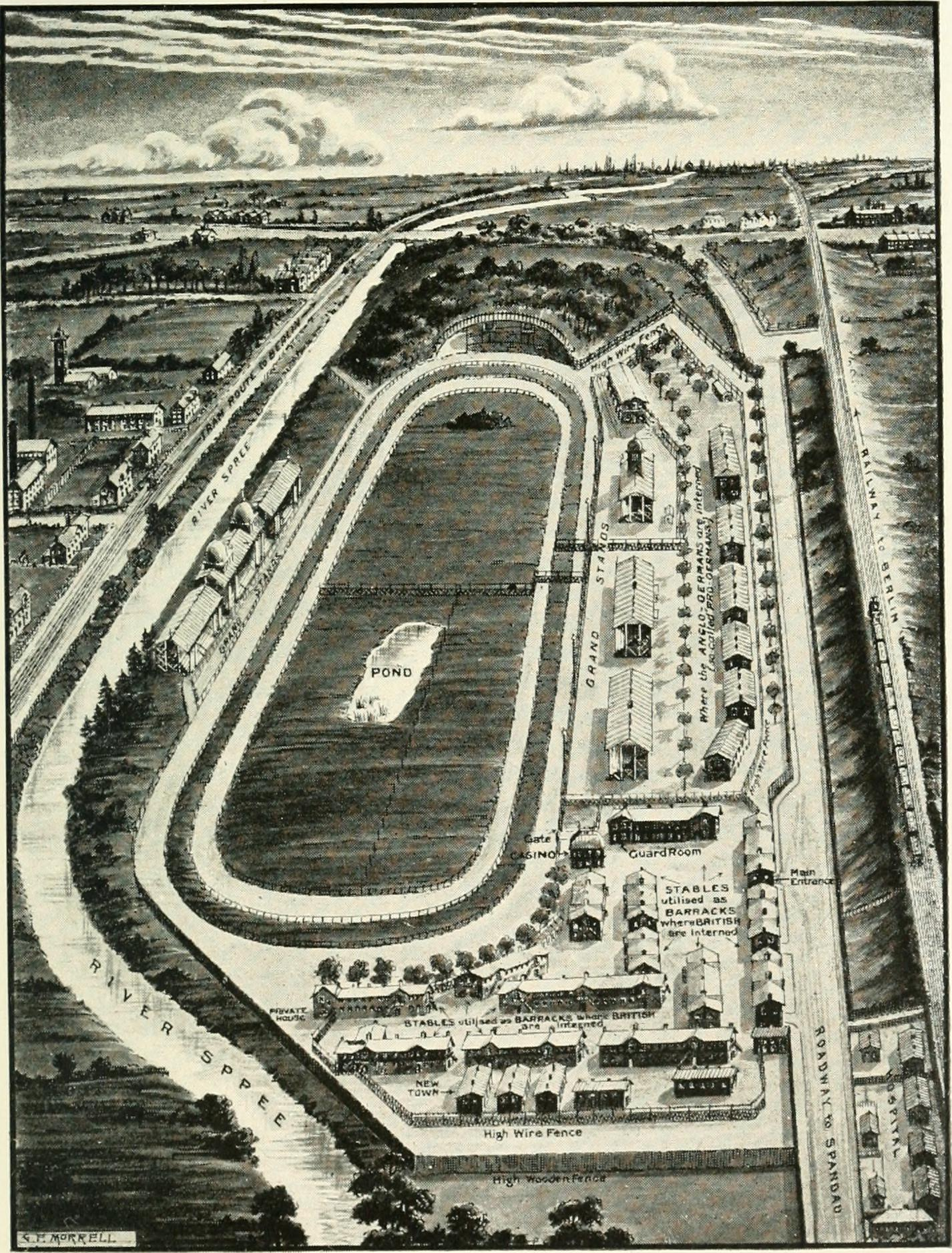
Gezeichnetes Luftbild des Internierungslager Ruhleben

Die Insassen des Lagers waren hauptsächlich britische Zivilisten, die beim Beginn des Ersten Weltkriegs in Deutschland lebten, studierten, arbeiteten oder auf Urlaub waren und vom Krieg überrascht wurden. Ein Block im Lager umfasste durchschnittlich 27 Sechserzellen. Dies waren ursprünglich Pferdeställe, die von den Internierten mit Tischen und Stühlen ausgerüstet wurden. Auf dem Dachboden waren jeweils 200 Männer untergebracht. Die Gesamtanzahl der Gefangenen betrug zwischen 4000 und 5500, im Alter zwischen 17 und 55 Jahren. Einige Insassen beschrieben später ihre Erfahrungen im Lager, darunter Israel Cohen, dem 1916 nach 16 Monaten Gefangenschaft die Flucht gelang.
Im Gegensatz zu Kriegsgefangenenlagern war Ruhleben kein Arbeitslager. Die Internierten waren alle Zivilisten, die als oberste Verpflichtung einem Fluchtverbot unterstellt waren. Die deutschen Behörden hielten sich an die Genfer Konvention und ermöglichten den Lagerhäftlingen eine Selbstverwaltung. Es wurden 200 deutsche Wachen postiert, die aber außen vor blieben und den Insassen „Hausrecht“ gewährten. Dementsprechend wählten diese für jeden Block einen „Kapitän“. Dem „Kapitänskomitee“ unterstand die Lagerleitung. Das gesamte Lagerleben wurde von Unterkomitees organisiert, von den lagerinternen Briefmarken über eine Lagerzeitschrift, eine Lagerbücherei und einen Gartenclub, der der Royal Horticultural Society angeschlossen war, bis hin zu einem Polizeidienst. Im Alltag wurden allerdings die damals herrschenden Standesunterschiede und rassistischen Vorurteile hochgehalten. Internierte aus der Arbeiterschaft mussten Höhergestellte bedienen, und die schwarzen Fischer aus Hull und Umgebung, die aus Schiffen aufgegriffen wurden, die in der Nordsee gesunken waren, durften keinen schwarzen „Kapitän“ haben – es musste ein Weißer sein. Nach einigen Gefangenenaustauschen im Laufe des Krieges wurde das Lager Ruhleben am 22. November 1918, elf Tage nach Kriegsende, offiziell aufgelöst.

## Kunst, Bildung und Unterhaltung im Lager Ruhleben

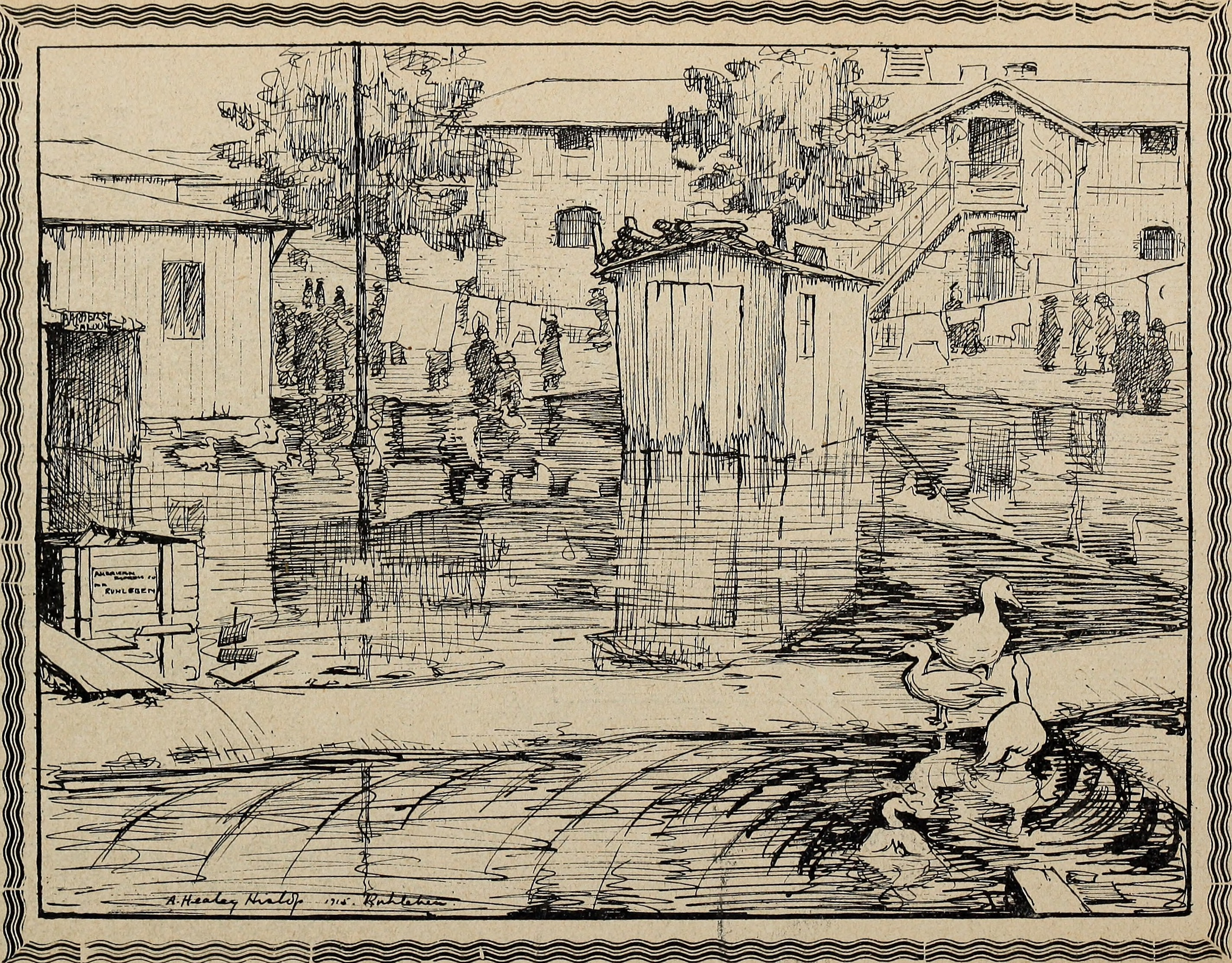
Aus der Lagerzeitschrift – Alltagsleben

Die Häftlinge sorgten für ihre eigene Unterhaltung. Unter ihnen fanden sich einige Musiker, darunter Ernest MacMillan, der anlässlich eines Besuchs der Bayreuther Festspiele festgenommen wurde und später Dirigent des Toronto Symphony Orchestra wurde. In Ruhleben dirigierte er eine kostümierte Orchesteraufführung der Operette Der Mikado, die unter anderem von James W. Gerard, dem US-Botschafter in Deutschland, besucht wurde. Des Weiteren wurden die Operetten Trial by Jury, The Pirates of Penzance, The Yeomen of the Guard und The Gondoliers aufgeführt. MacMillan hielt Vorträge über die Sinfonien Beethovens und trug anschließend Auszüge daraus am Klavier zu vier Händen mit Benjamin Dale vor. MacMillan war auch Mitglied des Theaterclubs (Drama Society) in Ruhleben und trat dort in Othello, Was ihr wollt, Lady Windermeres Fächer und The Importance of Being Earnest auf. Der Maler und Illustrator Charles Freegrove Winzer (1886–1940) illustrierte die Lagerzeitschrift.
Überdies wurde die Ruhleben Camp School gegründet, wo jüngere Internierte Unterricht erhalten konnten, sowie die Arts and Science Union, im Rahmen derer zahlreiche internierte Gelehrte Vorlesungen auf Universitätsniveau abhielten. Organisiert wurde diese Bildungseinrichtung von Henry Stafford Hatfield, einem britischen Chemiker.
Zum Sportleben in Ruhleben trugen unter anderem professionelle Fußballer bei, darunter Fred Pentland, Samuel Wolstenholme und Steve Bloomer von der englischen Nationalmannschaft, Edwin Dutton von der deutschen Nationalmannschaft und John Brearley vom FC Everton und Tottenham Hotspur. Etwa 500 Häftlinge beteiligten sich an Fußballspielen, zu größeren Wettkämpfen kamen jeweils einige Tausend Zuschauer. Auch weitere Sportarten wie Tennis, Rugby, Cricket, Golf, Hockey und Boxen waren im Lager beliebt.

## Bekannte Insassen
- Frederick Charles Adler (1889–1959), US-amerikanisch-deutscher Dirigent
- Edgar Bainton (1880–1956), britischer Komponist, Dirigent, Pianist und Pädagoge
- Steve Bloomer (1874–1938), englischer Fußballspieler und -trainer
- Henry L. Brose (1890–1965), australischer Physiker, Übersetzer und Biophysiker
- Roland Bocquet (1878–1956), britischer, in Dresden ansässiger Komponist und Pianist
- James Chadwick (1891–1974), britischer Physiker
- Israel Cohen (1879–1961), britischer Journalist und Zionistenführer
- Benjamin Dale (1885–1943), britischer Organist und Komponist
- Sefton Delmer (1904–1979), britischer Journalist
- Edwin Dutton (1890–1972), deutscher Fußballspieler britischer Abstammung
- Harry Edward (1895–1973), britischer Leichtathlet
- Henry Stafford Hatfield (1880–1966), britischer Chemiker, Erfinder und Autor
- Peter Carl MacKay (1881–1965), dänisch-westindische Persönlichkeit in der britischen Pferderennenszene (auch bekannt als Ras Prince Honolulu)[4]
- Quentin Maclean (1896–1962), britisch-kanadischer Organist, Komponist und Musikpädagoge
- Ernest MacMillan (1893–1973), kanadischer Komponist, Dirigent, Organist und Musikpädagoge
- Thomas H. Marshall (1893–1981), britischer Soziologe
- Fred Pentland (1883–1962), englischer Fußballspieler und -trainer
- R. M. Smyllie (1893–1954), irischer Journalist
- Fred Spiksley (1870–1948), englischer Fußballspieler und -trainer
- Jascha Spiwakowski (1896–1970), russischer Pianist
- Philip Frederick William Simon (Worksmanager der großen „SINGER“ Nähmaschinenfabrik in Wittenberge). Hier war er Hauptmann der Baracke VII und stellvertretender Hauptmann des Lagers bis 1916.

## Galerie

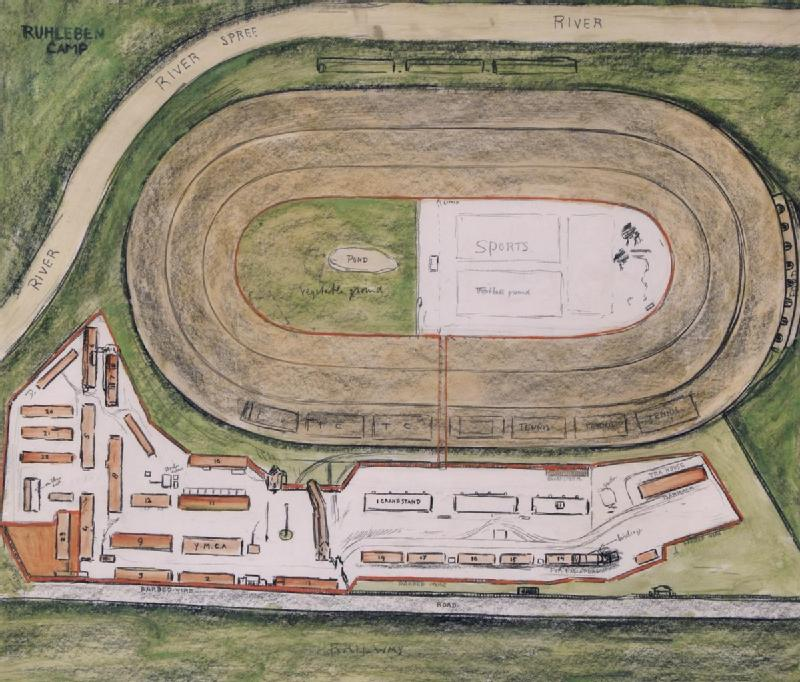
Plan des Lagers
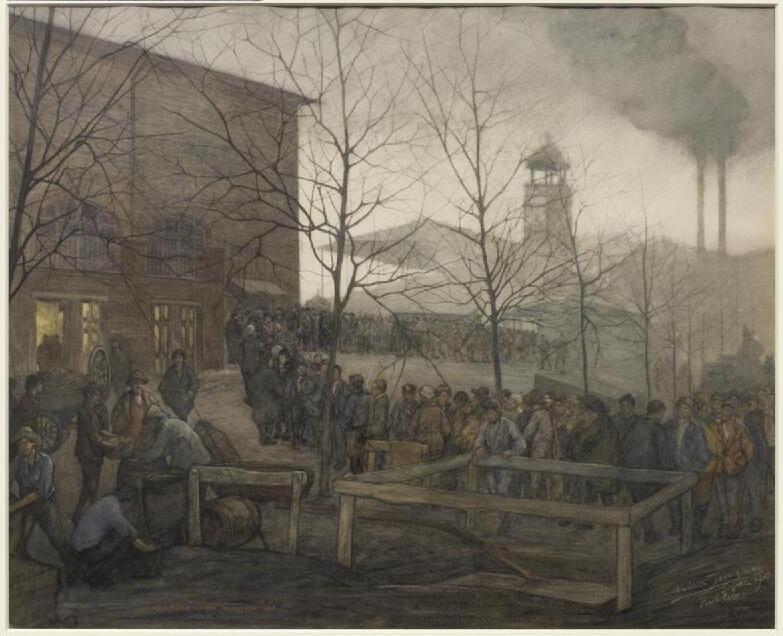
Schlange stehen für Brot (1916)
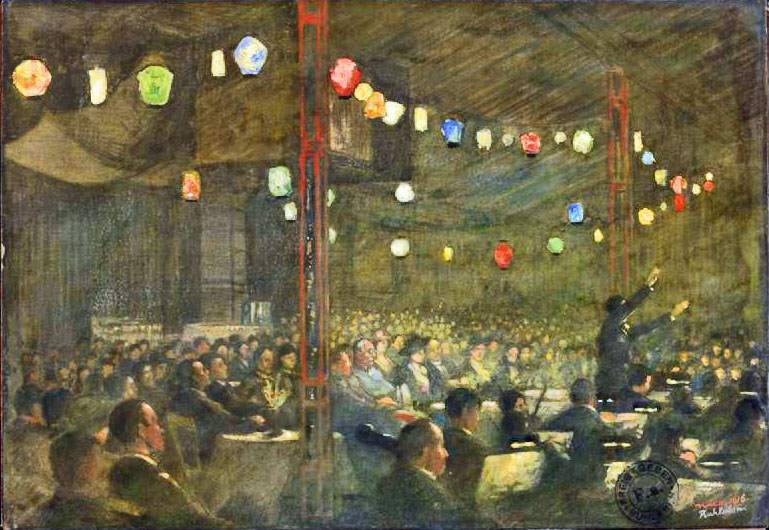
Nico Jungmann: Galavorstellung von Der Mikado
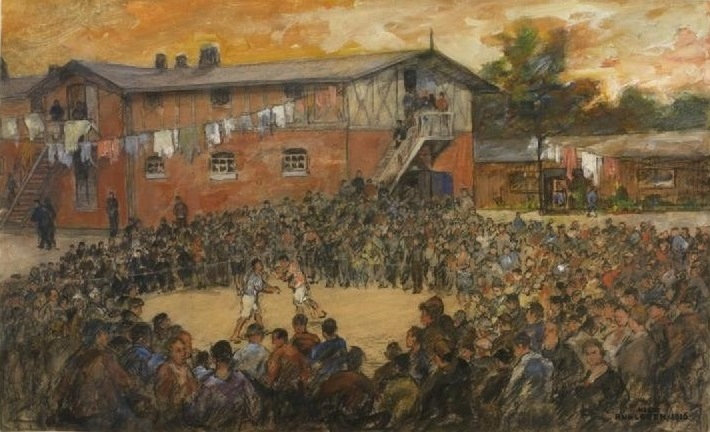
Nico Jungmann: Boxkampf